# Magnolia hongheensis
Magnolia hongheensis är en magnoliaväxtart som först beskrevs av Y.M.Shui och W.H.Chen, och fick sitt nu gällande namn av Venkatachalam Sampath Kumar. Magnolia hongheensis ingår i släktet Magnolia och familjen magnoliaväxter. Inga underarter finns listade i Catalogue of Life.